# Fliegerführer West
Fliegerführer West war die Bezeichnung einer Dienststellung bzw. einer Kommandobehörde auf Brigadeebene der deutschen Luftwaffe im Zweiten Weltkrieg.

## Geschichte
Die Dienststelle des Fliegerführers West wurde im Dezember 1943 in Parigné-le-Pôlin im vom Deutschen Reich besetzten Frankreich aufgestellt. Sie war dem II. Fliegerkorps der Luftflotte 3 und ab Juni 1944 dem II. Jagdkorps unterstellt und wurde am 22. Juli 1944 aufgelöst.

## Fliegerführer
| Dienstgrad      | Name            | Datum                            |
| --------------- | --------------- | -------------------------------- |
| Generalleutnant | Alfred Bülowius | 10. April 1944 bis 28. Juni 1944 |

## Unterstellung
| Unterstellung    | von           | bis           |
| ---------------- | ------------- | ------------- |
| II. Fliegerkorps | Dezember 1943 | Juni 1944     |
| II. Jagdkorps    | Juni 1944     | 22. Juli 1944 |

## Unterstellte Verbände
| 6. Juni 1944                        | Flugzeuge | Flugzeuge | Flugzeugtypen                                      | Liegeplatz               | Lage                     |
| 6. Juni 1944                        | Soll      | Ist       | Flugzeugtypen                                      | Liegeplatz               | Lage                     |
| Stab/Zerstörergeschwader 1          | 4         | 2         | Junkers Ju 88R-2                                   | Lorient – Kerlin Bastard | 47.7611111 -2.55972222   |
| I./Zerstörergeschwader 1            | 40        | 17 3 10   | Junkers Ju 88C-6 Junkers Ju 88G-1 Junkers Ju 88R-2 | Lorient – Kerlin Bastard | 47.7611111 -2.55972222   |
| III./Zerstörergeschwader 1          | 40        | 23        | Junkers Ju 88C-6                                   | Cazaux                   | 44.5333 -0.8708333       |
| III./Schlachtgeschwader 4           | 40        | 36 4      | Focke-Wulf Fw 190A-6 Focke-Wulf Fw 190A-7          | Clastres                 | 49.760643526 3.219783804 |
| Kurierstaffel Fliegerführer West    | 12        | ?         |                                                    |                          |                          |
| Transportstaffel Fliegerführer West | 12        | ?         |                                                    |                          |                          |

Anmerkungen
1. ↑  Sollstärke nach Kriegsausrüstungsnachweis
2. ↑  Iststärke (die tatsächlich in der Einheit vorhandenen Flugzeuge)